# Johann Friedrich Feige
Johann Friedrich Feige (* 15. September 1726 in Dresden; † 19. April 1788 ebenda) war ein deutscher Bildhauer in Sachsen.

## Leben
Friedrich Feige war der zweite Sohn von Johann Christian Feige dem Älteren. Er begann früh mit der Bildhauerlehre beim Vater. Um 1750 begann er ein Studium an der Kunstschule Zerbst. Bis zum Jahr 1761 arbeitete er am Hof in Zerbst. Später kehrte er nach Dresden zurück und fertigte in und um Dresden Grabdenkmale und plastischen Fassadenschmuck an. Infolge des Siebenjährigen Krieges (1756 bis 1763) und der wirtschaftlich schlechten Jahre blieben Großaufträge aus.

## Werke (Auswahl)

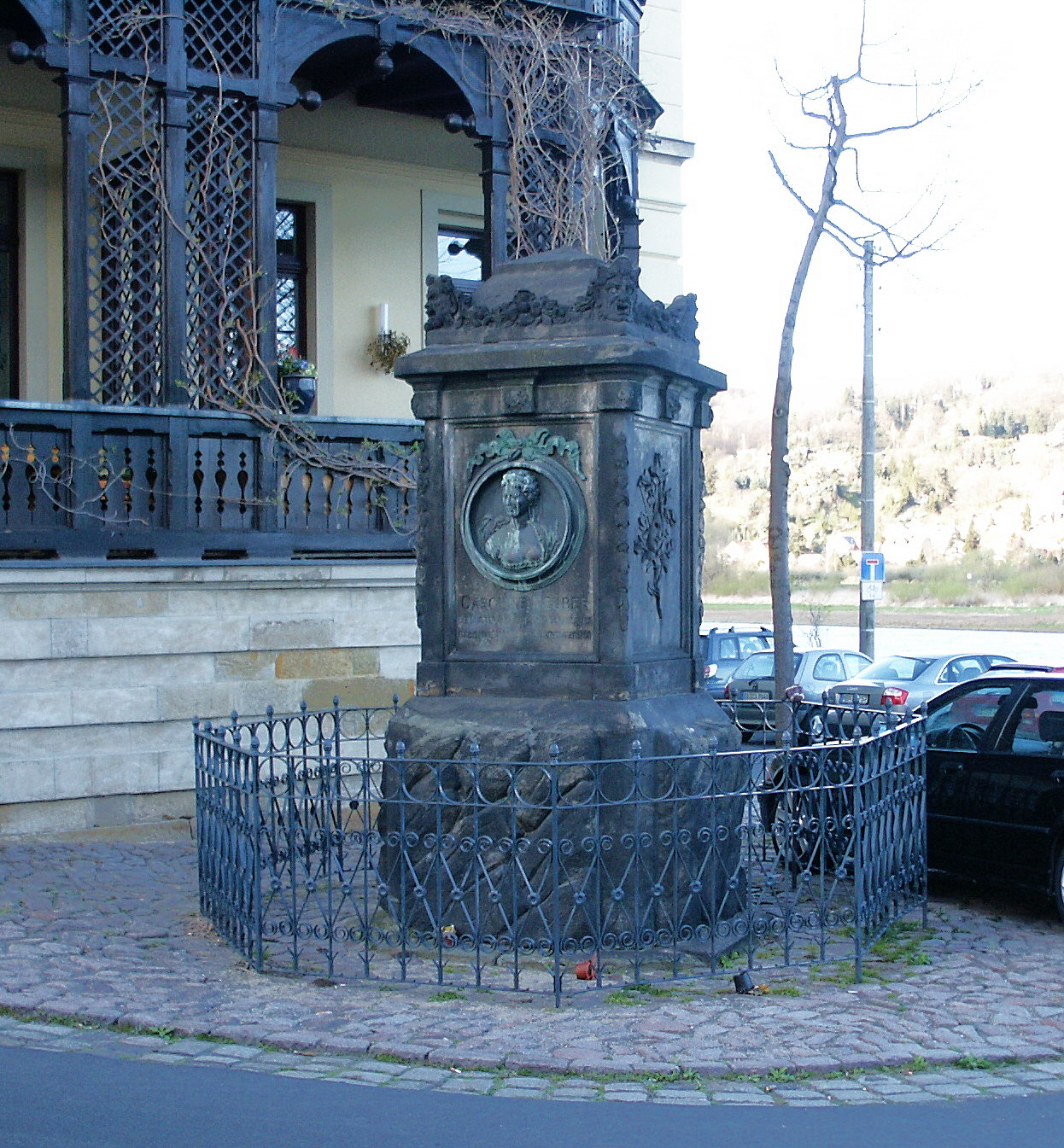
NeuberinDenkmal in Dresden-Laubegast

- 1776: Neuberindenkmal im Dresdner Stadtteil Laubegast
- 1783–88: Mitarbeit bei der Zwingerrestaurierung in Dresden